# Chesnois-Auboncourt

Chesnois-Auboncourt este o comună în departamentul Ardennes din nordul Franței. În 1 ianuarie 2022 avea o populație de 162 de locuitori.